# Ella Wild
Ella Wild (* 6. Januar 1881 in St. Gallen; † 4. Juni 1932 in Zollikon; heimatberechtigt in St. Gallen) und war eine Schweizer Journalistin  und Redaktorin aus dem Kanton St. Gallen.

## Leben
Ella Wild war eine Tochter von August Wild, Kaufmann, und Lina Eggmann. Sie absolvierte Sprachaufenthalte in Genf und England. Sie war Hospitantin an der Kantonsschule St. Gallen und nahm Privatunterricht. Im Jahr 1903 erwarb sie die Matura. Von 1903 bis 1908 studierte sie Geschichte und der Nationalökonomie an der Universität Zürich. Im Jahr 1908 erwarb sie den Doktortitel. Sie machte einen Studienaufenthalt in Berlin.
Im Jahr 1909 arbeitete sie als Volontärin bei der Neuen Zürcher Zeitung.  Anschliessend war sie Berichterstatterin über Stadt-, Kantons- und Ständeratsverhandlungen. Von 1914 bis 1932 war sie verantwortliche Redaktorin des Handelsteils und arbeitete am Auslandteil mit. Unter Wild wurden der Handelsteil und die Handelsredaktion der Neuen Zürcher Zeitung ausgebaut. Als erste Frau berichtete sie über die Verhandlungen der Bundesversammlung. Mit ihrer journalistischen Brillanz erschloss Wild den Frauen ein neues Berufsfeld.

## Werke (Auswahl)
- Die eidgenössischen Handelsprivilegien in Frankreich 1444-1635. Fehr’sche Buchhandlung, St. Gallen 1915 (auch Dissertation Universität Zürich 1909)